# Монте Емно
Монте Емно (на латински: Monte Emno) e древноримска пътна станция на билото на Стара планина, лежаща на стратегическия Траянов път от Филипопол (дн. Пловдив) за Мелта (дн. Ловеч), попадаща в района на курорта „Беклемето“.
Поради стратегическото си положение е отбелязана в Певтингеровата карта, под това си име, като преведено от латински името на станцията приблизително означава „(Станцията на) планината Хемус“. Събирайки в себе си няколко селищни пътеки, пътят е преминавал през 9 тракийски селища и укрепления в Троянска община, връх Курт хисар (Вълча крепост) на югоизток и е излизал в района на село Христо Даново.
Станцията е използвана почти до края на ХІХ век и е по-известна с турското си наименование „Беклемето“, което в превод от османотурски означава точно „пътна станция“.